# Индийско-лаосские отношения
Индийско-лаосские отношения — двусторонние дипломатические отношения между Индией и Лаосом.

## История
В 1954 году премьер-министр Индии Джавахарлал Неру впервые посетил Лаос с официальным визитом. В феврале 1956 года страны установили дипломатические отношения. В 1956 году Раджендра Прасад стал первым президентом Индии посетившим Лаос. В декабре 1975 года президент Лаоса Суфанувонг осуществил свой первый государственный визит на этой должности в Индию. В 2008 году Индия и Лаос согласовали открытие во Вьентьяне летной школы, где будут преподавать летчики Военно-воздушных сил Индии. В сентябре 2015 года правительства Индии и Лаоса согласовали открытие прямого авиасообщения между странами.

## Торговля
С 2009 года товарооборот между странами неуклонно растет. Если в 2009 году Индия и Лаос совершили торговых операций на сумму 36,98 млн долларов США, то в 2012 году объем товарооборота составил 167,49 млн долларов США. На сентябрь 2011 года в Лаосе постоянно проживало 150 лиц индийской национальности. В сентябре 2013 года правительство Индии согласовало выделение Лаосу 66,15 млн долларов США для развития системы ирригации и строительства гидроэлектростанций.